# Нестерцево (Московская область)
Нестерцево — деревня в Дмитровском районе Московской области, в составе сельского поселения Синьковское. Население — 0 чел. (2010). До 2006 года Нестерцево входило в состав Кульпинского сельского округа.

## Расположение
Деревня расположена в западной части района, примерно в 23 км к западу от Дмитрова, на междуречье Яхромы и Лутосни, высота центра над уровнем моря 238 м. Ближайшие населённые пункты — Малое Насоново на юго-западе и Сальково на западе.

## Население
| 2002 | 2006 | 2010 |
| ---- | ---- | ---- |
| 3    | ↘1   | ↘0   |